# Церква Преображення Господнього (Білобожниця, УГКЦ)
Церква Преображення Господнього в Білобожниці — парафія і храм греко-католицької громади Деканату міста Чорткова Бучацької єпархії Української греко-католицької церкви в селі Білобожниця Чортківського району Тернопільської области.

## Історія
У центрі села силами громади та меценатів була збудована мурована церква Преображення Господнього. До 1947 року парафія належала до УГКЦ.
З 1947 по 1961 рік парафія і храм перебували в підпорядкуванні РПЦ, а потім церкву зруйнували. У 1962 році радянська влада остаточно закрила її.
24 липня 1991 року було зареєстровано греко-католицьку громаду, яка сподівалася отримати храм у свою власність. Однак місцева влада та новопризначений священник зареєстрували його як православний храм УАПЦ.
25 листопада 1992 року греко-католики провели першу літургію в новозбудованому будинку жительки села. З 1996 року богослужіння відбувалися у відремонтованому дитячому садку.
Будівництво нового храму за проєктом Йосифа Кулика розпочалося у 2006 році. 12 жовтня 2008 року Апостольський Адміністратор Бучацької єпархії о. Димитрій Григорак та о. Андрій Мельник відправили першу Святу Літургію в новому храмі.
При парафії діють такі спільноти:
- Братство «Апостольство молитви».
- Спільнота «Матері в молитві».

## Парохи
- о. Антін Глівінський (1788—1799)
- о. Яків Борисикевич (1799—1811)
- о. Іван Борисикевич (1812—1816)
- о. Антін Борисикевич (1817—1825)
- о. Яким Горбачевський (1825—1826)
- о. Симеон Саврасевич (1826—1831)
- о. Іван Дружецький (1831—1840)
- о. Михайло Борисикевич (1840—1884)
- о. Іван Михайлевич (1884—1907)
- о. Ілляр Сіменович (1907—1915)
- о. Василь Бабич (1915—1918)
- о. Мечислав Раддовський (1918—1919)
- о. Лев Воробкевич (1921—1945)
- о. Мирослав Плецан (1945)
- о. Ярослав Богатюк (1946)
- о. Степан Баюк (1947—1953)
- о. Стефан Валігура (1953—1962)
- о. владика Павло Василик
- о. Ярослав-Яків Тимчук
- о. Тарас Сеньків
- о. Григорій Канак
- о. Андрій Мельник — адміністратор з 2001 року.
- о. Мар'ян Лемчук — сотрудник.